# エアポート (列車)
エアポートは、北海道旅客鉄道（JR北海道）が新千歳空港駅 - 札幌駅・小樽駅間を千歳線・函館本線経由で運行している快速・特別快速・区間快速列車である。札幌近郊路線図で使用される記号は、■ B・■ C・■ D。

## 概要
1988年3月13日のダイヤ改正において空港アクセス列車として千歳空港駅（現在の南千歳駅）・苫小牧駅 - 札幌駅間で運転開始された快速「空港ライナー」が前身に当たる。1992年7月には新千歳空港ターミナルビルの完成に合わせて千歳空港駅 - 新千歳空港駅間が延伸開業したため新千歳空港駅への乗り入れを開始し、大幅な増発の上、列車名も「エアポート」に改称された。当初は快速列車のみの設定であったが、2020年3月14日のダイヤ改正より朝夕に特別快速が、2024年3月16日のダイヤ改正より日中の一部に区間快速が設定された。

## 運行概況
全列車が新千歳空港駅を起点とし、札幌駅または小樽駅発着で運行されている。札幌駅までの所要時間は33 - 39分（早朝・夜間の一部列車を除く）。2024年3月16日のダイヤ改正までは新千歳空港駅発は8 - 20時台、札幌駅発は8 - 19時台でおおむね12分間隔で運転されていたが、毎時6本体制となった同日のダイヤ改正以降は変則的となっている。
札幌駅発着列車の一部は同駅以西に普通列車として直通し、小樽駅のほか手稲駅・ほしみ駅・当別駅（札沼線直通）発着の列車も設定されている。後述のとおり、朝夕を除いた日中時間帯は1時間あたりに特別快速が1本、快速が3本、区間快速が2本の計6本が運行される。
号数設定については、下りは11号、上りは10号からの通し番号となっている。ただし、普通列車に割り当てられている号数および100 - 109号は欠番となる。これは、列車番号の数字部分を200で割った余りを号数としているためである。2024年3月のダイヤ改正前においては、3桁ないし2桁の号数（「エアポートxxx号」）は、百位および十位が新千歳空港駅および札幌駅それぞれの発車時間帯を、一位は発車順を表し、下りが奇数で、1時間あたり5本の場合は順に1 - 9、上りが偶数で、同様に0 - 8となっていた。2024年3月以降、毎時6本体制となりこの法則が適用できないことから、現在の形となっている。

### 停車駅

#### 特別快速
路線図中での記号は■ (B)
新千歳空港駅 - 南千歳駅 - 新札幌駅 - 札幌駅 - 桑園駅 - 琴似駅 - 手稲駅 - 小樽築港駅 - 南小樽駅 - 小樽駅
- エスコンフィールドHOKKAIDOでプロ野球ナイトゲームが開催される日に、新千歳空港駅発札幌駅行きの一部列車が北広島駅に臨時停車する場合がある。

#### 快速
路線図中での記号は■ (C)
新千歳空港駅 - 南千歳駅 - 千歳駅 - 恵庭駅 - 北広島駅 - 新札幌駅 -（白石駅）- 札幌駅 - 桑園駅 - 琴似駅 - 手稲駅 -（稲穂駅 - 星置駅 - ほしみ駅 - 銭函駅 - 朝里駅）- 小樽築港駅 - 南小樽駅 - 小樽駅
- 白石駅は上りの5 - 8時台と20時台・21時台の列車、下りの7時台と21時台以降の列車が停車。
- 稲穂駅 - 朝里駅間は新千歳空港駅発9 - 15時台、小樽駅発10 - 14時台の列車が停車。

#### 区間快速
路線図中での記号は■ (D)
新千歳空港駅 - 南千歳駅 - 千歳駅 - 長都駅 - サッポロビール庭園駅 - 恵庭駅 - 恵み野駅 - 島松駅 - 北広島駅 - 新札幌駅 - 札幌駅

### 使用車両・編成
721系電車および733系電車が共通で運用されている。いずれも3ドアの6両編成だが、721系は転換式クロスシート、733系はロングシートが設置されているため、定員が異なる。
全列車が4号車に指定席の「uシート」を連結しており、必要な座席指定券（840円）はみどりの窓口・指定席券売機およびえきねっとで発売している。なお、普通列車として運転される区間ではuシートも含め全車自由席である。
1992年から2002年までは781系電車が使用されていた。当時の旭川駅発着列車はエル特急「ライラック」で運行されており、間合い運用として新千歳空港駅 - 札幌駅間のみ運転される一部の列車（2002年3月ダイヤ改正以前の90号と197号）にも781系が使用されていた。785系と789系1000番台もかつては特急「スーパーカムイ」と直通する快速エアポートとして運用されたが、2016年のダイヤ改正以降行われていない。
- 1997年3月22日のダイヤ改正からしばらくの間、朝の一部に711系電車（全車自由席）で運行されるものがあった。

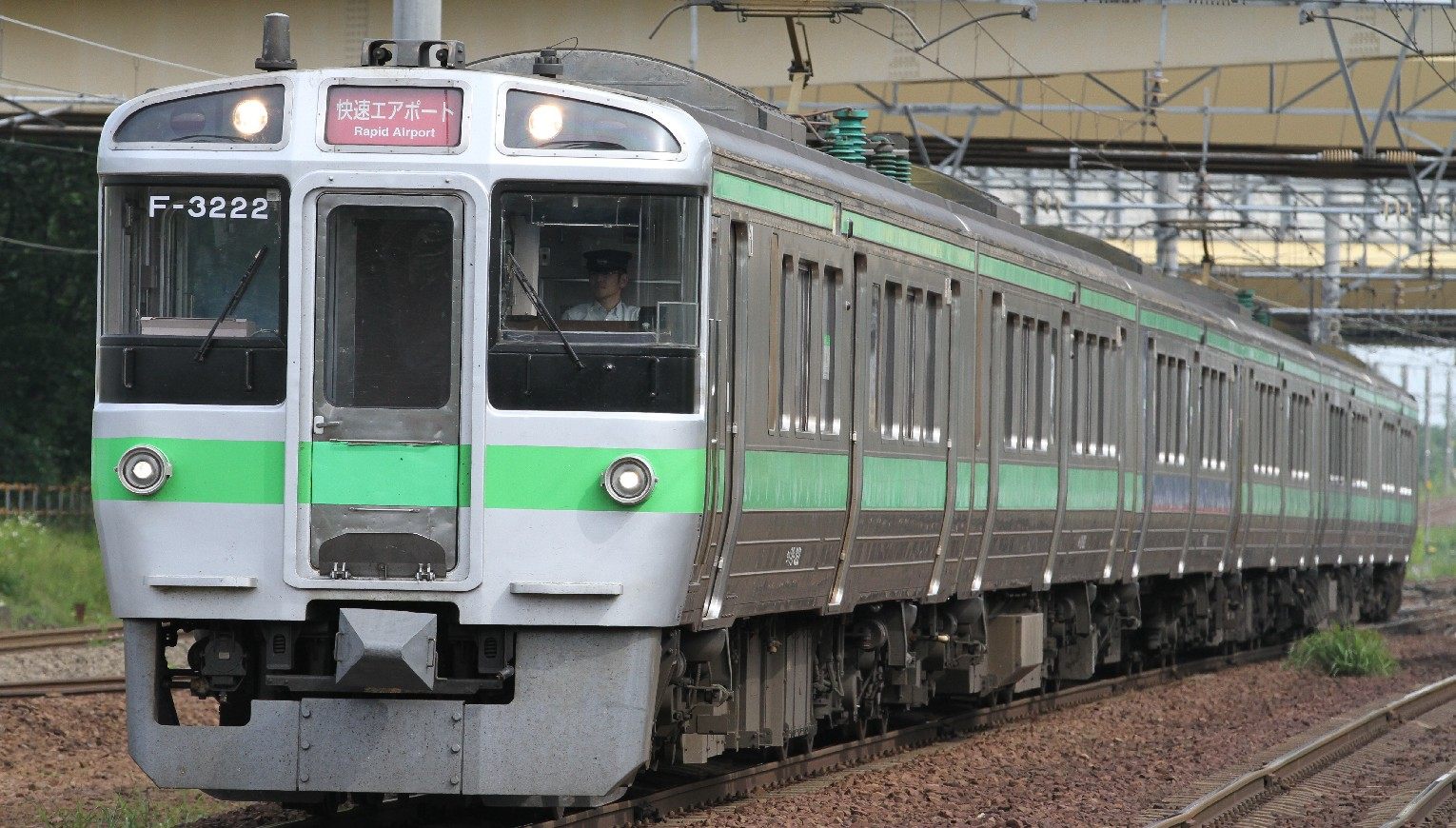
721系「エアポート」
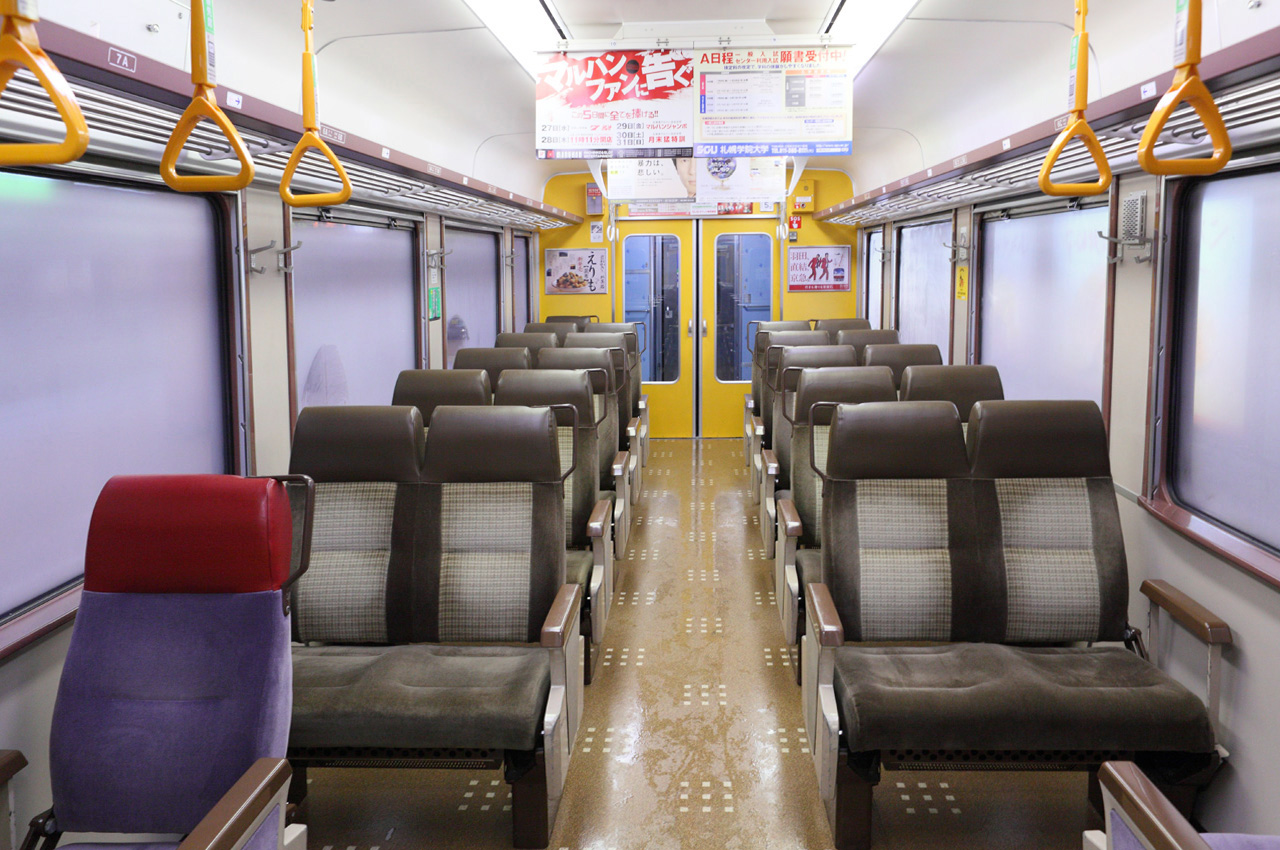
721系の自由席車内
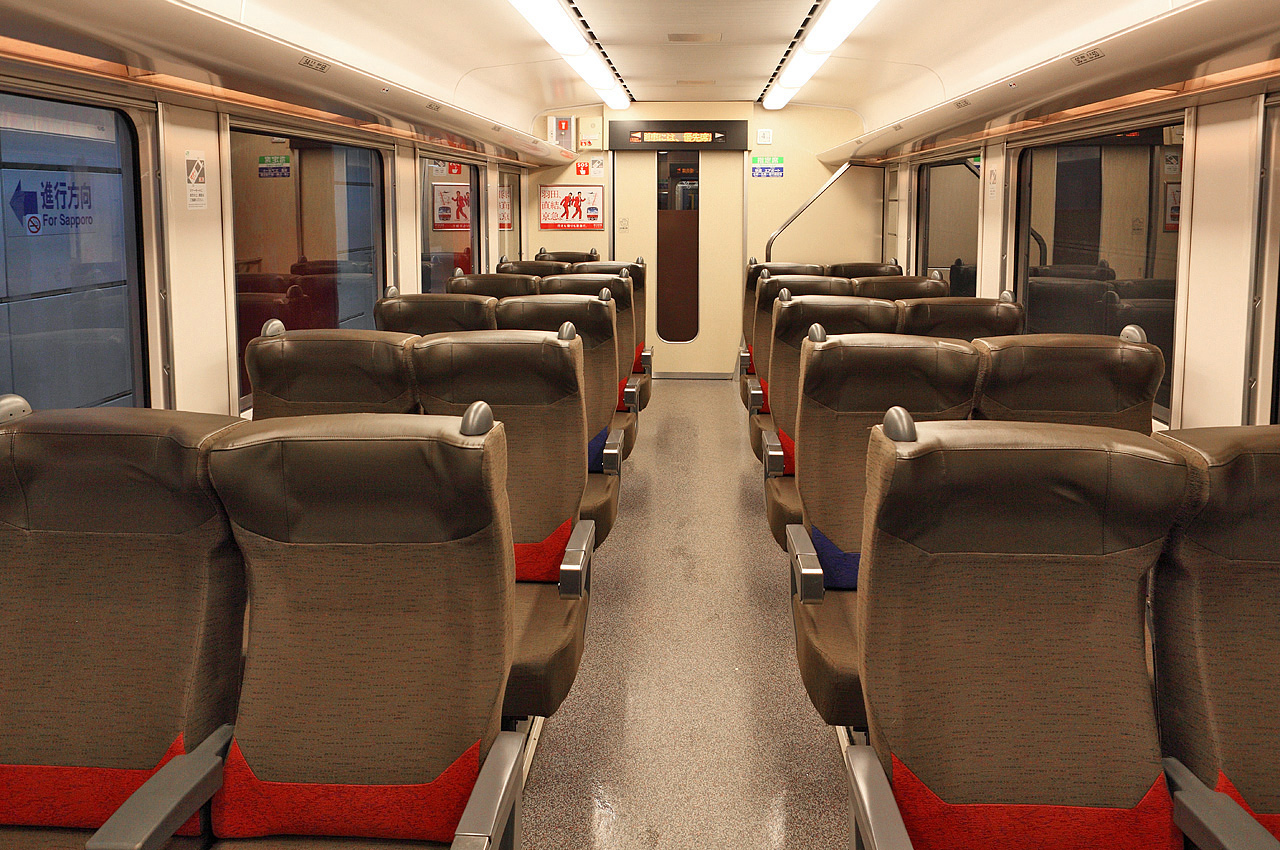
721系のuシート車内
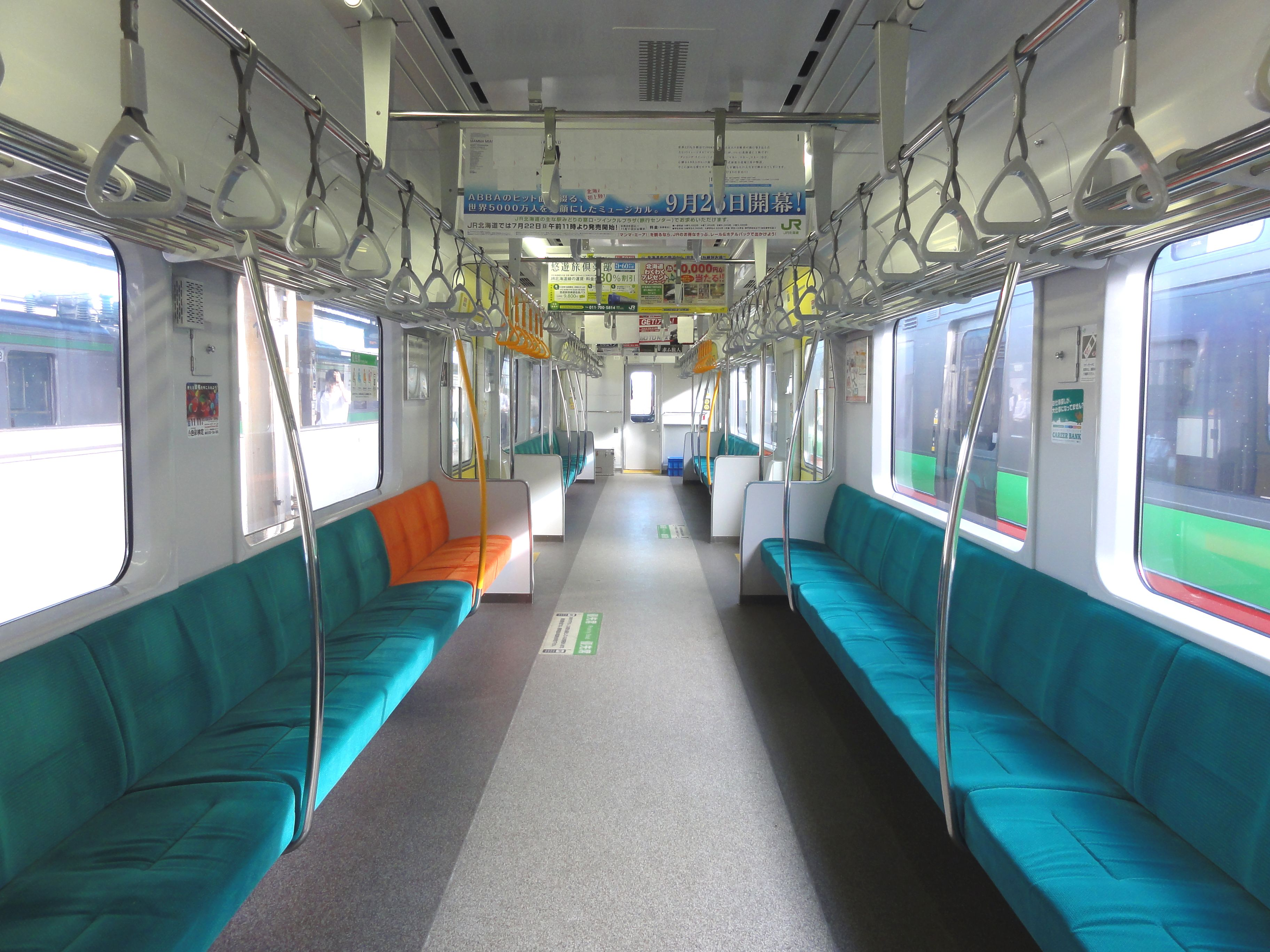
733系の自由席車内

## 沿革
- 1980年（昭和55年）10月1日：千歳空港駅（現：南千歳駅）開業に伴うダイヤ改正で、札幌 - 千歳空港間に711系を使用した列車名称なしの快速列車が1日3往復設定される。
- 1988年（昭和63年）3月13日：札幌方面と千歳空港方面を結ぶ快速列車として「空港ライナー」が設定される。同時に、それまで運転されていた名称なしの快速列車も「空港ライナー」に組み込まれた。
  - 停車駅は以下の2通りで設定された。
    - 札幌 - 白石 - 新札幌 - 北広島 - 千歳 - 千歳空港 - 沼ノ端 - 苫小牧（終日運転で大半は千歳空港駅折り返し。また、苫小牧駅以西まで運行する場合、その区間は各駅停車）
    - 札幌 - 新札幌 - 北広島 - 島松 - 恵み野 - 恵庭 - 長都 - 千歳 - 千歳空港（主に朝・夜の運転）

  - 小樽発着で全区間快速運転をする列車は、「マリンライナー」の名称で設定された。
- 1992年（平成4年）7月1日：新千歳空港直下に新千歳空港駅が開業したことに伴い、列車名称を「エアポート」に改称[6]。15分間隔での運行開始[6]。エル特急「ライラック」の札幌 - 室蘭間を「すずらん」に分割、「ライラック」の札幌 - 新千歳空港間を「エアポート」として延長。
- 1997年（平成9年）3月22日：この日のダイヤ改正で、増発された朝の一部列車に711系電車が暫定的に使用される。
  - 711系で運転される列車は全車自由席であった。これは721系の車両不足のために生じたもので、731系電車の増備によって721系が捻出されたため、短期間で解消された。
- 1998年（平成10年）12月8日：この日限りで721系運行列車での"Airport"表記のヘッドマーク掲出を終了。
- 2000年（平成12年）
  - 3月11日：小樽 - 札幌間の快速「マリンライナー」が廃止されたのに伴い、小樽発着の「エアポート」を増発。これによって小樽発着列車は従来の日中60分間隔から30分間隔の運転に変更。停車駅に琴似駅を追加。
  - 11月7日：「エアポート」用の721系に指定席「uシート」の連結開始[7][8]。4号車の半室のみの設定。同時に、従来は札幌 - 新千歳空港間のみの設定（小樽 - 札幌間は自由席扱い）だった指定席が小樽駅までの全区間に拡大された。
- 2001年（平成13年）7月1日：エル特急「ライラック」・快速「エアポート」用の781系に指定席「uシート」の連結開始[9]。4号車の半室のみの設定。
- 2002年（平成14年）3月16日：ダイヤ改正により次のように変更[10]。
  - 最高速度を130km/hに向上し、停車駅に恵庭駅を追加。
  - 旭川 - 新千歳空港間のうち、特急運行区間の列車をエル特急「ライラック」（781系電車）からエル特急「スーパーホワイトアロー」（785系電車）へ変更。
  - 785系電車に「uシート」用新製車モハ785形500番台・モハ784形500番台を連結、基本編成が781系時代の4両から5両へ増車された。
- 2003年（平成15年）9月15日：快速「エアポート」用721系の編成を次のように変更[11][12]。2004年3月13日のダイヤ改正までに全編成が工事完了[12]。
  - 721系電車「uシート」の設置拡大。増備車（4000・5000番台）の導入と従来車両の増席を行い、4号車の全車を「uシート」とする。
  - 多機能トイレや車椅子スペースなど、バリアフリー化を施した自由席新型車両（デッキなし）を導入。
- 2004年（平成16年）3月13日：新千歳空港行き列車の札幌駅発車ホームを5・6番線に統一。札幌駅・新千歳空港駅に「uシート」専用の指定席券売機を設置[13]。
- 2006年（平成18年）3月18日：7時台に新千歳空港発を1本増発。夜間の下り「エアポート」の白石駅への停車を拡大。小樽駅発車ホームを4・5番線に統一[14]。
- 2007年（平成19年）10月1日：旭川発着列車に789系1000番台を投入し、785系との共通運用を開始[15]。721系前面・側面の種別・行先表示が新デザインへ変更。新千歳空港行きの表記には「飛行機マーク」が添えられる。
- 2008年（平成20年）3月15日：羽田空港からの始発便到着に合わせ、新千歳空港発の「エアポート」を1本、21時台に新千歳空港駅発着の1往復（「スーパーカムイ」直通）をそれぞれ増発[16]。
- 2012年（平成24年）10月27日：札沼線（学園都市線）直通石狩当別（現：当別）発着の列車が1日1往復設定（学園都市線内は各駅停車として運行）[17][18]。
- 2013年（平成25年）11月1日：千歳線を走行する特急列車の最高速度引き下げによる、ダイヤ修正[19][要ページ番号]。当初は、「エアポート」も最高速度を120km/hに引き下げる予定であったが[20][21][22]、この時点では見送られた[23]。
- 2014年（平成26年）
  - 7月19日：733系電車（3000番台）を投入開始[24][25]。
    - 本系列の新造により、721系（6両編成）の一部が普通列車用に配置転換される[注 4]。

  - 7月31日：721系の「uシート」で実施されていたFM文字放送サービス（見えるラジオ）が終了する[24]。
  - 8月30日：最高速度を120km/hに引き下げる[26][27]。
- 2016年（平成28年）3月26日：ダイヤ改正により、エル特急「スーパーカムイ」との直通運転を廃止。これに伴い、全列車が3ドア車6両編成（721系または733系）に統一される[28][29][30]。「uシート」の座席指定料金が310円から210円値上げされ、520円となる[31]。
- 2018年（平成30年）7月12日：JR北海道が「平成30年度旅行環境整備事業費補助金」を活用して「エアポート」の車内で公衆無線LAN接続サービスを開始することを発表。11月頃から順次導入され、2020年（令和2年）夏頃までに全車両に導入された[32][注 5]。
- 2019年（令和元年）10月1日：消費税増税を受けて「uシート」の座席指定料金が520円から10円値上げされ、530円となる。
- 2020年（令和2年）
  - 3月14日：ダイヤ改正。混雑緩和を目的に毎時4本から毎時5本に、運転本数が116本から148本に増発。朝の札幌発2本および夜間の新千歳空港発2本については速達型の特別快速として設定され、途中停車駅は新札幌・南千歳のみとされた。所要時間は快速37～39分に対し特別快速は33～35分。また、新千歳空港への早朝アクセスを目的に札幌駅5:50発の列車が設定され、新千歳空港駅到着が以前より23分早い6:28となった[2]。一方で、新千歳空港駅から札沼線への乗り入れを取り止めた。
  - 同日の「特別快速」登場に合わせて、「快速」の方向幕・LED表示器の種別色を■から■に変更（■は以前「いしかりライナー」で使用されていた色）
  - 4月15日：JR北海道が、新型コロナウイルス感染症（COVID-19）の影響により、上下各8本（上り90・98・108・118・128・138・148・158号、下り99・107・117・127・137・147・157・167号）を同年5月16日から同年5月31日まで運休することを発表[33]。
  - 5月20日：JR北海道が、新型コロナウイルス感染症（COVID-19）の影響による上記の運休の措置を当面の間継続し、同年6月14日より新たに上下各6本（上り94・102・114・124・132・144号、下り103・111・123・133・141・153号）を運休することを発表[34]。
  - 6月10日：JR北海道が、同年5月25日の政府による「緊急事態宣言」解除以降、ビジネス利用を中心に利用が回復傾向であることを理由に、以下の措置を実施することを発表[35]。
    - 同年5月16日より運休していた全列車を、同年6月14日より運転再開。
    - 同年6月14日以降に予定していた上下各6本（上り94・102・114・124・132・144号、下り103・111・123・133・141・153号）の運休を撤回。
- 2021年（令和3年）3月13日：ダイヤ改正により、上下各3本（上り70・88・202号、下り81・97・211号）の土休日運休を実施[36][37]。
- 2022年（令和4年）4月1日：「uシート」の座席指定料金が530円から840円となる[38]。
- 2023年（令和5年）3月18日：2021年のダイヤ改正で土休日運休とした上下各3本を毎日運転に戻す[39]。
- 2024年（令和6年）3月16日：ダイヤ改正に伴い、毎時6本に増発。北広島 - 新千歳空港間で各駅に停車する「区間快速」を新設。日中時間帯は特別快速を毎時1本（小樽発着）、快速を毎時3本（うち1本が小樽発着）、区間快速を毎時2本運行する。全列車の停車駅に桑園駅を追加し、日中時間帯の小樽発着の快速については稲穂駅・星置駅・ほしみ駅・銭函駅・朝里駅にも停車し、手稲駅以西が各駅停車となる[40][41]。